# Czwarty gabinet Josepha Lyonsa
Czwarty gabinet Josepha Lyonsa (ang. Fourth Lyons Ministry) – dwudziesty czwarty gabinet federalny Australii, urzędujący od 29 listopada 1937 do 7 kwietnia 1939. Był pierwszym gabinetem w historii Australii, i jednym z trzech w całych dotychczasowych dziejach tego państwa, dla którego powodem dymisji była śmierć szefa rządu.
Podobnie jak trzeci gabinet Lyonsa, czwarty gabinet tego polityka miał charakter koalicyjny i składał się z Partii Zjednoczonej Australii (UAP) oraz Partii Wiejskiej (CP). Powstał po wyborach w 1937, w których UAP i CP zdołały utrzymać swoją większość w Izbie Reprezentantów. Nominalnym zwycięzcą tego głosowania była wprawdzie Australijska Partia Pracy (ALP), która uzyskała o jeden mandat więcej niż UAP, lecz po dodaniu mandatów CP przewaga koalicji wynosiła 15 deputowanych.
Po nagłej śmierci premiera Lyonsa, który 7 kwietnia 1939 zmarł na atak serca w wieku 59 lat, tymczasowy gabinet utworzył lider mniejszej partii koalicyjnej Earle Page. W tym czasie wewnątrz UAP rozpoczęła się procedura wyłaniania nowego lidera. Został nim Robert Menzies, który 26 kwietnia 1937 - w niespełna trzy tygodnie po śmierci Lyonsa - powołał swój pierwszy gabinet.

## Skład
| stanowisko                                               | członek gabinetu    | partia | od                | do               |
| -------------------------------------------------------- | ------------------- | ------ | ----------------- | ---------------- |
| premier                                                  | Joseph Lyons        | UAP    | 29 listopada 1937 | 7 kwietnia 1939  |
| minister gospodarki                                      | Earle Page          | CP     | 29 listopada 1937 | 7 kwietnia 1939  |
| minister zdrowia                                         | Earle Page          | CP     | 29 listopada 1937 | 7 listopada 1938 |
| minister zdrowia                                         | Harry Foll          | UAP    | 7 listopada 1938  | 7 kwietnia 1939  |
| prokurator generalny                                     | Robert Menzies      | UAP    | 29 listopada 1937 | 20 marca 1939    |
| prokurator generalny                                     | Billy Hughes        | UAP    | 20 marca 1939     | 7 kwietnia 1939  |
| minister przemysłu                                       | Robert Menzies      | UAP    | 29 listopada 1937 | 20 marca 1939    |
| minister przemysłu                                       | Billy Hughes        | UAP    | 20 marca 1939     | 7 kwietnia 1939  |
| minister poczty                                          | Alexander McLachlan | UAP    | 29 listopada 1937 | 7 listopada 1938 |
| minister poczty                                          | Archie Cameron      | CP     | 7 listopada 1938  | 7 kwietnia 1939  |
| minister handlu i ceł                                    | Thomas White        | UAP    | 29 listopada 1937 | 8 listopada 1938 |
| minister handlu i ceł                                    | John Perkins        | UAP    | 8 listopada 1938  | 7 kwietnia 1939  |
| minister skarbu                                          | Richard Casey       | UAP    | 29 listopada 1937 | 7 kwietnia 1939  |
| minister ds. rozwoju i badań naukowych i przemysłowych   | Richard Casey       | UAP    | 29 listopada 1937 | 7 listopada 1938 |
| minister spraw zagranicznych                             | Billy Hughes        | UAP    | 29 listopada 1937 | 7 kwietnia 1939  |
| minister ds. terytoriów                                  | Billy Hughes        | UAP    | 29 listopada 1937 | 7 listopada 1938 |
| minister ds. terytoriów                                  | John Perkins        | UAP    | 7 listopada 1938  | 8 listopada 1938 |
| wiceprzewodniczący Federalnej Rady Wykonawczej           | Billy Hughes        | UAP    | 29 listopada 1937 | 7 listopada 1938 |
| wiceprzewodniczący Federalnej Rady Wykonawczej           | George McLeay       | UAP    | 7 listopada 1938  | 7 kwietnia 1939  |
| minister obrony                                          | Harold Thorby       | CP     | 29 listopada 1937 | 7 listopada 1938 |
| minister obrony                                          | Geoffrey Street     | UAP    | 7 listopada 1938  | 7 kwietnia 1939  |
| minister ds. mieszkań dla weteranów                      | Harry Foll          | UAP    | 29 listopada 1937 | 7 listopada 1938 |
| minister robót publicznych                               | Harold Thorby       | CP     | 24 listopada 1938 | 7 kwietnia 1939  |
| minister lotnictwa cywilnego                             | Harold Thorby       | CP     | 24 listopada 1938 | 7 kwietnia 1939  |
| minister ds. repatriacji                                 | Harry Foll          | UAP    | 29 listopada 1937 | 7 kwietnia 1939  |
| minister spraw wewnętrznych                              | John McEwen         | CP     | 29 listopada 1937 | 7 kwietnia 1939  |
| ministrowie bez teki                                     | Archie Cameron      | CP     | 29 listopada 1937 | 7 listopada 1938 |
| ministrowie bez teki                                     | Victor Thompson     | CP     | 29 listopada 1937 | 7 kwietnia 1939  |
| ministrowie bez teki                                     | Allan MacDonald     | UAP    | 29 listopada 1937 | 7 kwietnia 1939  |
| ministrowie bez teki                                     | John Perkins        | UAP    | 29 listopada 1937 | 7 listopada 1938 |
| minister bez teki, zarządzający terytoriami zewnętrznymi | Eric Harrison       | UAP    | 8 listopada 1937  | 7 kwietnia 1939  |